# Ceratinoptera otomia
Ceratinoptera otomia är en kackerlacksart som först beskrevs av Henri Saussure 1868.  Ceratinoptera otomia ingår i släktet Ceratinoptera och familjen småkackerlackor. Inga underarter finns listade i Catalogue of Life.